# Giuseppe Antonio Borgese
Giuseppe Antonio Borgese (n. 12 noiembrie 1882, Polizzi Generosa, Sicilia, Regatul Italiei – d. 4 decembrie 1952, Fiesole, Toscana, Italia) a fost un prozator, critic literar, istoric literar italian și militant antifascist.

## Opera

### Poezii
- 1910: Cântecul răbdător ("La canzone paziente");
- 1922: Poeziile ("Le Poesie");
- 1952: Poezii (1922 - 1952) ("Poesie 1922-1952").

### Romane
- 1921: Rubè ("Rubè");
- 1923: Cei vii și cei morți ("I vivi e i morti").

### Povestiri
- 1925: Orașul necunoscut ("La città sconosciuta")
- 1925: Tragedia lui Mayerling ("La tragedia di Mayerling");
- 1927: Frumoasele ("Le belle");
- 1929: Soarele nu a apus ("Il sole non è tramontato");
- 1950: Furtună în neant ("Tempeste nel nulla");
- 1933: Peregrinul pasionat ("Il pellegrino appassionato");
- 1950: Nuvele ("Le novelle").

### Teatru
- 1924: Arhiducele ("L'Arciduca");
- 1925: Lazzaro ("Lazzaro").

### Critică literară
- 1905: Istoria criticii romantice în Italia ("Storia della critica romantica in Italia");
- 1909: Gabrielle D'Annunzio ("Gabrielle D'Annunzio");
- 1911: Mefistofel. Cu un discurs asupra personalității lui Goethe ("Mefistofele. Con un discorso sulla personalità di Goethe");
- 1910 - 1913: Viața și cartea ("La vita e il libro");
- 1915: Studii de literatură modernă ("Studi di letterature moderne");
- 1934: Poetica unității ("Poetica dell'unità")
- 1952: Probleme de estetică și de istorie a criticii ("Problemi di estetica e storia della critica").

### Jurnalistică și eseuri
- 1909: Noua Germanie ("La nuova Germania");
- 1915: Italia și Germania ("Italia e Germania");
- 1915: Războiul de salvare ("Guerra di redenzione");
- 1916: Războiul ideilor ("La guerra delle idee");
- 1937: Italia și noua alianță ("L'Italia e la nuova alleanza");
- 1921: Alto Adige contra Italiei ("L'Alto Adige contro l'Italia");
- 1937: Goliat, marșul fascismului ("Goliath, the March of Fascism");
- 1949: Proiect preliminar de constituție universală ("Disegno preliminare di costituzione mondiale").

### Memorii de călătorie
- 1929: Toamnă la Constantinopol ("Autunno a Costantinopoli");
- 1930: Cursă lungă pentru primăvară ("Giro lungo per la primavera");
- 1931: Excursii pe tărâmuri noi ("Escursioni in terre nuove");
- 1936: Atlanticul american ("Atlante americano").